# フランツィスカ・ファン・アルムシック
フランツィスカ・ファン・アルムシック(Franziska van Almsick、1978年4月5日 - )は、ドイツの元競泳選手。

## 経歴
旧東ドイツ東ベルリン出身。
自由形を得意とし、14歳で初出場したバルセロナオリンピックでは、200m自由形と、400mメドレーリレーで銀メダル、100m自由形、400mリレーで銅メダルと4つのメダルを獲得。このオリンピックを皮切りに、2004年アテネオリンピックまでに銀メダル4つ、銅メダル6つの合計10個のメダルを獲得するも、ついに金メダルを獲得することはかなわず、この大会の後に現役を引退した。
1994年9月には、200m自由形で1分56秒78の世界新記録を樹立している。この記録は8年間破られなかったが、2002年に1分56秒64の記録を出し自らの世界記録を更新した。